# 5072 Hioki
5072 Hioki este un asteroid din centura principală, descoperit pe 9 octombrie 1931, de Karl Reinmuth.